# Santa Helena de Rodes
Santa Creu de Rodes o Santa Helena és una església del municipi del Port de la Selva. Està situada a l'est de les ruïnes del poblat medieval de Santa Creu de Rodes, aproximadament a un quilòmetre al nord de distància del monestir de Sant Pere de Rodes. És un monument declarat bé cultural d'interès nacional.

## Descripció
És una església de tres naus amb capçalera de planta lleugerament trapezoïdal orientada a llevant, i una torre troncopiramidal adossada a l'absis, actualment distribuïda en dues plantes. Presenta obertures d'arc de ferradura i un campanar d'espadanya de dos ulls a la part superior, afegit en època moderna. El temple és fruit de les diverses fases constructives que l'han anat modificant. En origen, l'església tenia una sola nau rectangular capçada a llevant per la torre, coberta amb embigat de fusta. Al segle x se li va afegir l'absis trapezoïdal i dues absidioles o braços que li proporcionaren una planta de creu llatina.
Entre els segles xvi i xvii s'afegiren les dues naus laterals i es reformà l'estructura de la nau principal. Tant aquesta com l'absis foren cobertes amb volta de canó, amb unes grans arcades de pedra de mig punt per comunicar els tres espais. També és en aquest moment que s'afegeix el campanar d'espadanya a la torre i es reformen els pisos interiors, cobrint-los amb voltes de canó. Més endavant, però dins del mateix període, s'afegí un atri o galilea davant la façana de ponent, actualment enrunat. Per acabar, al segle xviii, cal destacar la construcció d'una nova sagristia molt propera a l'antiga, la qual s'havia edificat al segle xv, damunt el cementiri en funcionament des del segle x.

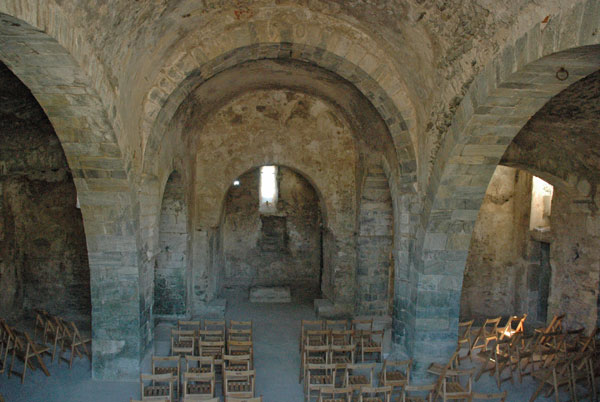
Vista de l'interior

El temple presenta algunes obertures més a les façanes, destacant algunes espitlleres i altres finestres rectangulars, emmarcades amb carreus de pedra, d'obertura moderna. Pel que fa a la portalada, actualment inexistent, cal dir que fou reformada en època moderna. La construcció és bastida amb pedra desbastada de diverses mides, disposada formant filades més o menys rectangulars, amb fragments de material constructiu.

## Història
L'església de Santa Helena, inicialment coneguda com a Santa Creu, és documentada des del 974 com una possessió del monestir de Sant Pere de Rodes. Durant el segle xi va esclatar un conflicte jurisdiccional entre el cenobi i el comtat d'Empúries-Perelada; finalment, el 1097 el comtat retornà aquesta església al monestir. D'entorn del 1113 es coneix l'acta de dotació de l'església, que tradicionalment s'havia considerat l'acta de consagració. Els segles XIV i XV fou parròquia del poble de la Santa Creu, el qual aleshores inicià un declivi irreversible. A inici del segle xvi va canviar l'advocació de Santa Creu per la de Santa Helena.
El 1527, Santa Helena va ser agregada a la parròquia de Sant Esteve de Mata, ara Sant Sebastià, de la Selva de Mar. El 1725 el temple era en mal estat. El 1820 s'hi celebrà el darrer aplec. Respecte a les diferents fases constructives, es pot datar l'obra original en el segle ix, quan aquesta sols constava d'una sola nau de planta rectangular amb coberta d'embigat i capçada a l'est per una torre troncopiramidal de tres plantes. Vers el segle x patí la primera transformació, que correspon a la construcció d'un absis trapezoïdal cobert amb volta de canó i dues absidioles, també trapezoïdals, a les façanes nord i sud. Posteriorment als segles xvi i xvii es van afegir dues naus laterals, cosa que comportà l'enderroc dels murs de la nau primitiva i la creació de voltes noves.
El 1930, és declarat Monument Nacional i vers el 1935, la Generalitat comença les obres de restauració. Va restar abandonada des d'aleshores fins al decenni 1960-1970, en què el Centre d'Intervencions Arqueològiques de Girona va dur a terme, principalment l'any 1973, obres puntuals de consolidació i neteja. Entre els anys 1989 i 1991 el Departament de Cultura de la Generalitat de Catalunya (el Servei d'Arqueologia i el Servei del Patrimoni Arquitectònic), conjuntament amb la Diputació de Girona, va endegar un projecte d'excavació i restauració de l'església de Santa Helena de Rodes.
El projecte de restauració confeccionat pel restaurador J. A Adell i Gispert conjuntament amb l'arquitecte tècnic E. Aragonés, va ser concebut posteriorment a la intervenció arqueològica dirigida per l'arqueòloga Montse Mataró. Tota la informació proporciona per l'excavació arqueològica va facilitar la comprensió de l'evolució constructiva i va destacar la morfologia de les parts preromàniques. El procés de restauració s'ha centrat en solucions simples i d'impacte mínim sobre l'obra antiga, consolidant els paraments i cobertes, recuperant les obertures originals, pavimentant novament les naus i consolidant les pintures i estucs preromànics. L'obra va ser duta a terme conjuntament amb l'empresa Construccions Guardiola S. L.